# 無垢と経験の歌

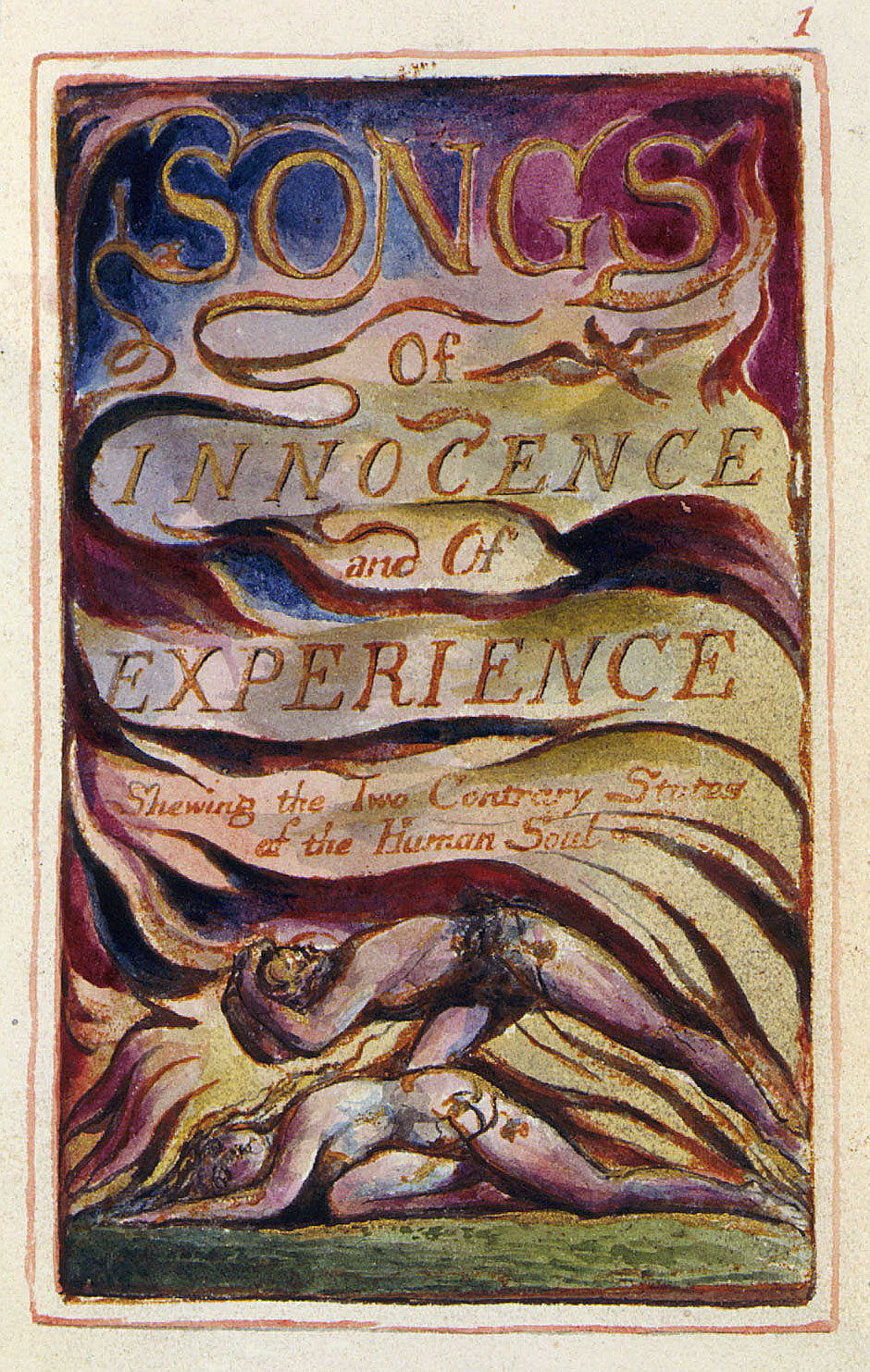
『無垢と経験の歌』の口絵

『無垢と経験の歌』（むくとけいけんのうた、Songs of Innocence and of Experience）は、イギリスの詩人、画家、銅版画職人ウィリアム・ブレイクの詩集。
銅版画職人だったブレイクは1787年頃、独自のレリーフ・エッチングの手法を開発し、それを用いた彩色印刷（illuminated printing）により、1789年に詩集『無垢の歌』（Songs of Innocence）を発行した。これはブレイクの彩色印刷による詩作品の最初のものである。その後、詩集『経験の歌』（Songs of Experience）の広告が1793年に出たが、結局発行されることはなかった。『無垢の歌』と『経験の歌』が合本となり、ひとつの詩集として1794年に発行されたのが『無垢と経験の歌』である。この詩集は『二つの対立する人間の魂の状態を示す』（Shewing the Two Contrary Sates of the Human Soul）という副題を持ち、各詩にはすべて手書きで彩色されたイラストレーションが施されている。

## 『無垢と経験の歌』に収められた詩

### 無垢の歌

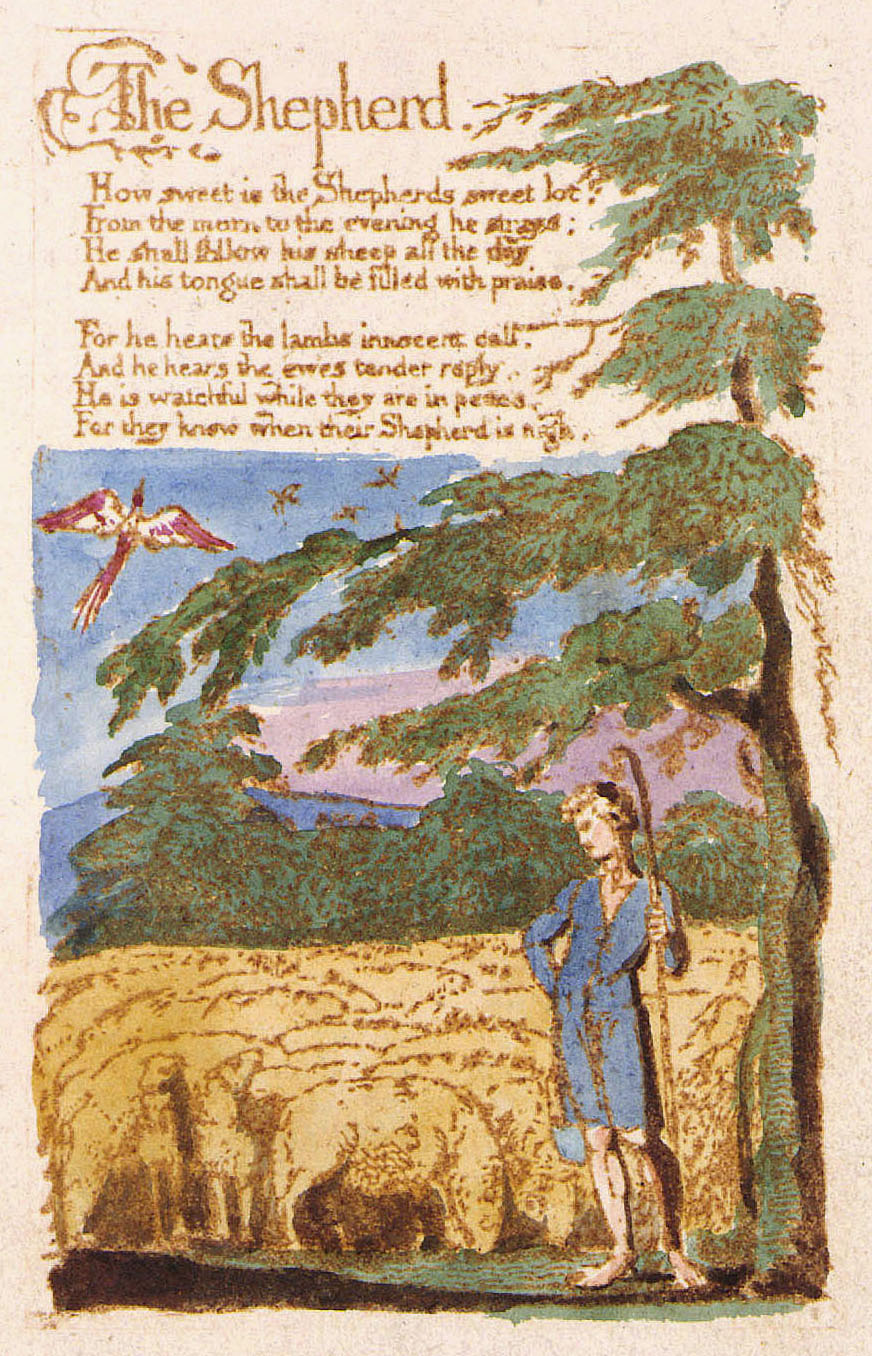
「羊飼い」

- 序詩（Introduction）
- 羊飼い（The Shepherd）
- こだまする草原（The Ecchoing Green）
- 子羊（The Lamb）
- 黒人の男の子（The Little Black Boy）
- 花（The Blossom）
- 煙突掃除の子（The Chimney Sweeper）
- 迷子になった男の子（The Little Boy lost）
- 見つかった男の子（The Little Boy Found）
- 笑いの歌（Laughing Song）
- ゆりかごの歌（A Cradle Song）
- 神さまのイメージ（The Divine Image）
- 聖木曜日（Holy Thursday）
- 夜（Night）
- 春（Spring）
- 乳母の歌（Nurse's Song）
- 生まれたての歓び（Infant Joy）
- ひとつの夢（A Dream）
- 他のひとの悲しみ（On Anothers Sorrow）

### 経験の歌

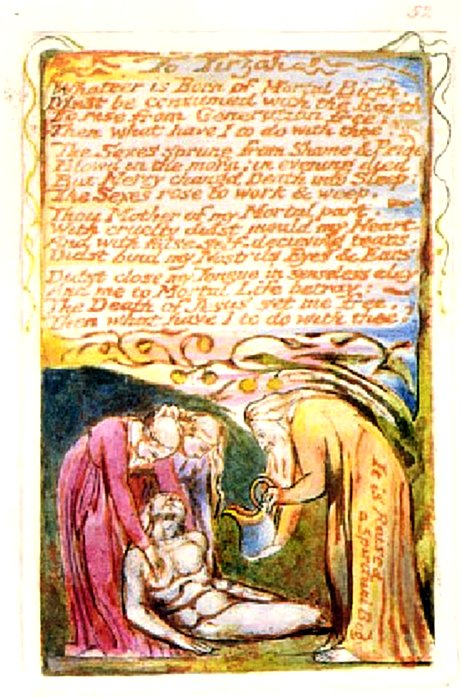
「テルザへ」

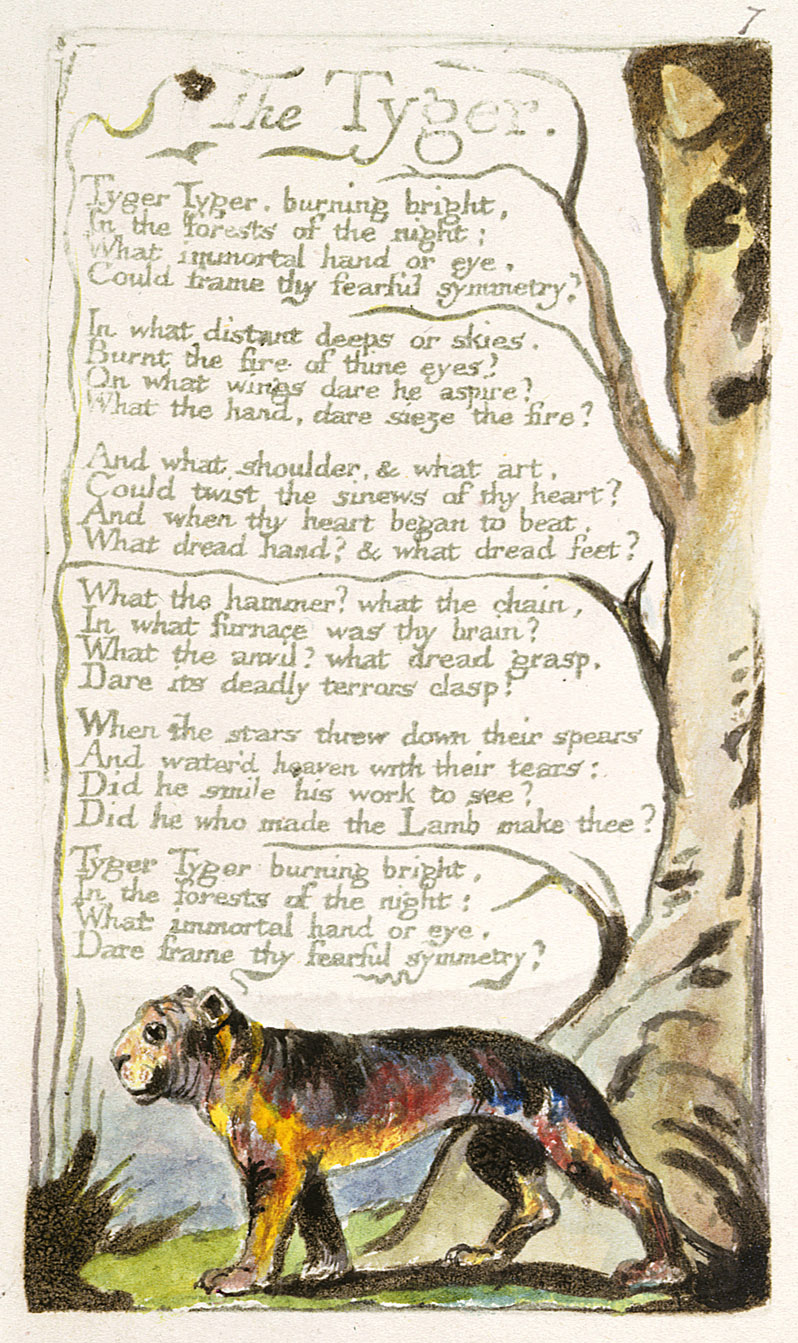
「虎」

- 序詩（Introduction）
- 大地の答え（Earth's Answer）
- 土塊と小石（The Clad & the Pebble）
- 聖木曜日（Holy Thursday）
- 迷子になった女の子（The Little Girl Lost）
- 見つかった女の子（The Little Girl Found）
- 煙突掃除の子（The Chimney Sweeper）
- 乳母の歌（Nurses Song）
- 病める薔薇（The Sick Rose）
- 蠅（The Fly）
- 天使（The Angel）
- 虎（The Tyger）
- わが愛しの薔薇の木（My Pretty Rose Tree）
- ひまわりよ（Ah! Sun-flower）
- ゆりの花（The Lilly）
- 愛の園（The Garden of Love）
- 浮浪児（The Little Vagabond）
- ロンドン（London）
- 人間の抽象（The Human Abstract）
- 幼児の悲しみ（Infant Sorrow）
- 毒の樹（A Poison Tree）
- 迷子になったある男の子（A Little Boy Lost）
- 見つかったある女の子（A Little Girl Found）
- テルザへ（To Tirzah）
- 学童（The School Boy）
- 古の吟遊詩人の声（The Voice of the Ancient Bard）
- ある神のイメージ（A Divine Image）

## 本作による音楽作品
- ベンジャミン・ブリテン
  - 『春の交響曲』第12曲「笛を鳴らせ」（無垢の歌の『春』）
  - 『セレナード』第4曲「エレジー」（経験の歌の『病める薔薇』）
- レイフ・ヴォーン・ウィリアムズ
  - 『10のブレイク歌曲』
- ウィリアム・ボルコム
  - 『無垢と経験の歌』（全曲への付曲）

## 日本語訳
- 『対訳 ブレイク詩集』 岩波文庫（松島正一訳）
- 『ブレイク詩集 ― 無心の歌、経験の歌』 平凡社ライブラリー（土居光知訳）
- 『無心の歌、有心の歌 ― ブレイク詩集』 角川文庫（寿岳文章訳）
- 『向日庵本「無染の歌」「無明の歌」』（寿岳文章訳）